# Adolf von Thadden-Trieglaff

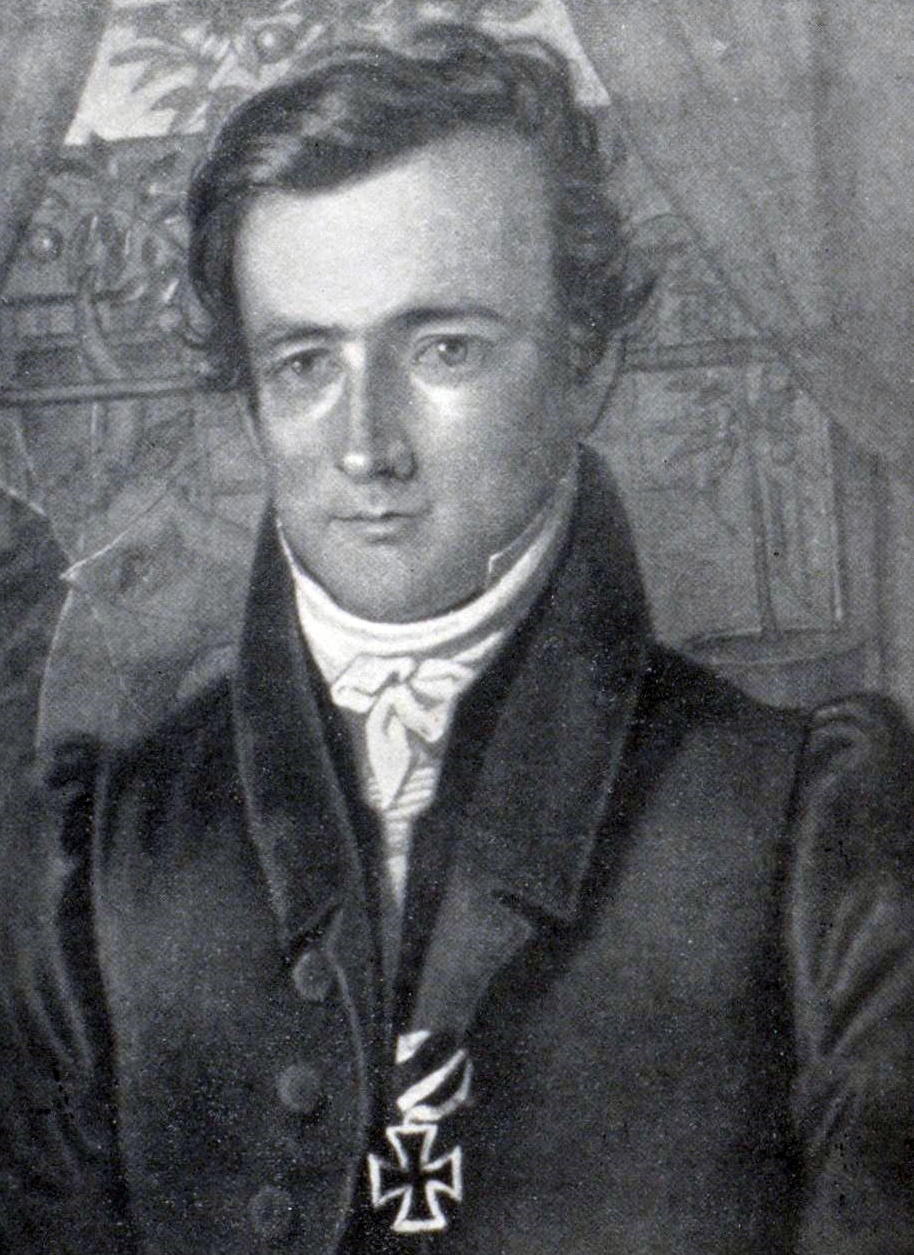
Adolf von Thadden-Trieglaff

Adolf Ferdinand von Thadden-Trieglaff (auch Triglaw) (* 6. Januar 1796 in Berlin; † 25. November 1882) war ein preußischer Gutsbesitzer, konservativer Politiker und Mittelpunkt der pietistisch-protestantischen Erweckungsbewegung in Pommern. 

## Leben

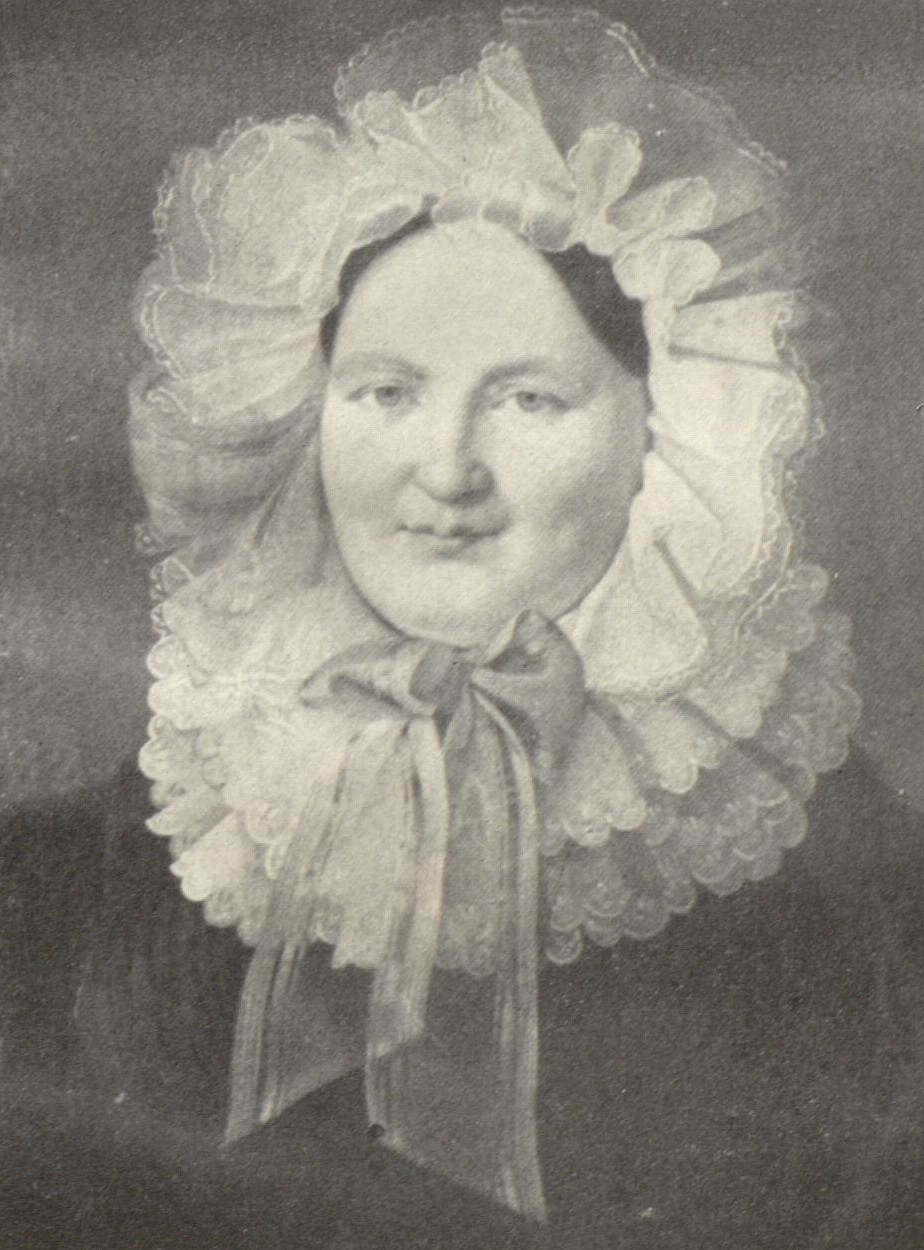
Henriette von Thadden

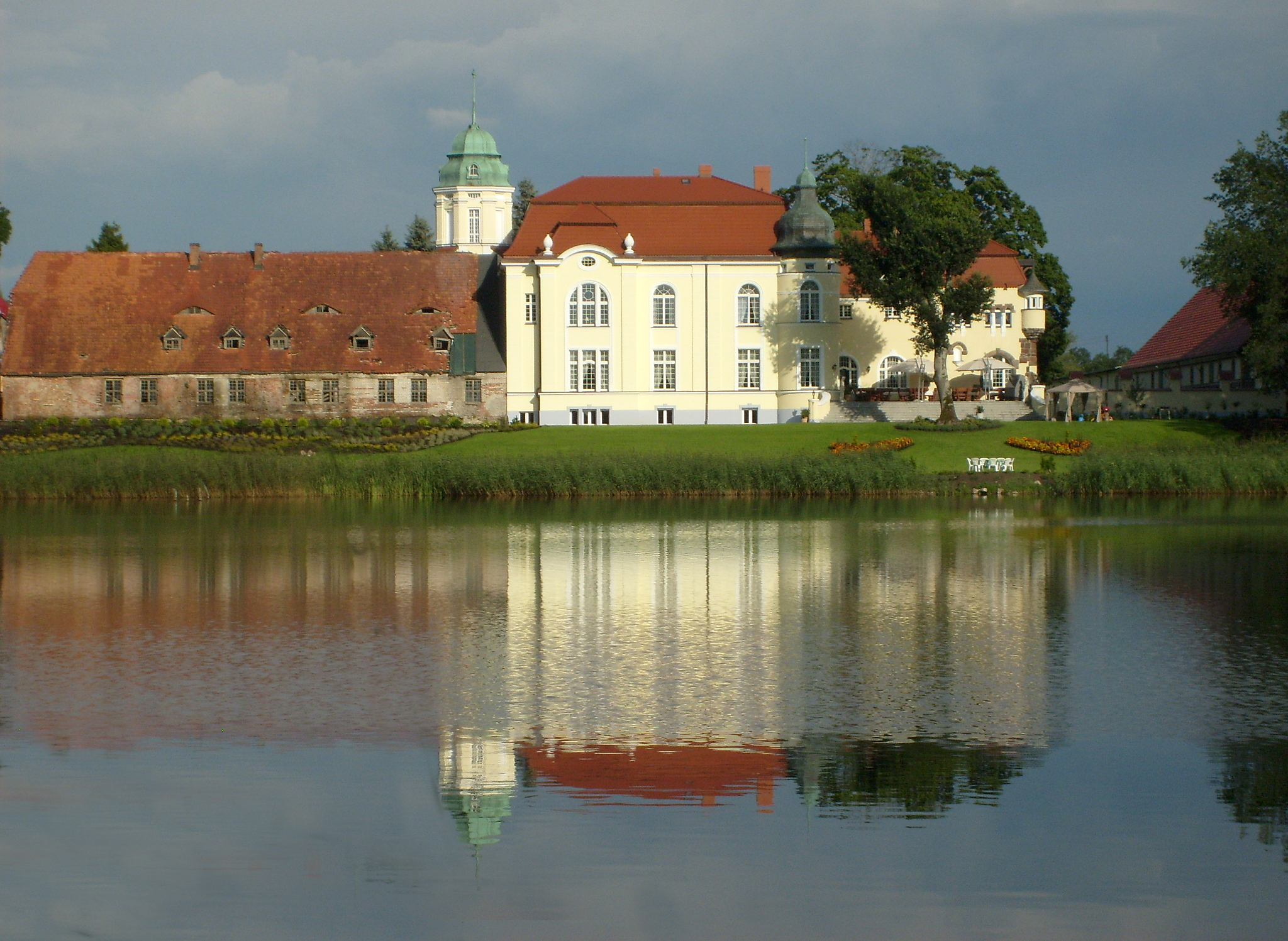
Gut Trieglaff

Adolf von Thadden-Trieglaff entstammte dem alten pommerschen Adelsgeschlecht von Thadden. Seine Eltern waren Oberst Ernst Dietrich von Thadden (* 1745; † 16. September 1799) und Caroline Wilhelmine Henriette von Wartensleben (* 8. August 1772; † 19. Juli 1849). Sein Großvater mütterlicherseits war der Generalleutnant Leopold Alexander von Wartensleben.
Er wurde im Kadettencorps in Berlin erzogen. Als Kadett machte er die Befreiungskriege mit und wurde bei Bautzen verwundet. Er machte unter anderem den Übergang über die Elbe und die Schlacht bei Waterloo mit. 
Bereits während des Krieges war Thadden in Kontakt mit der Erweckungsbewegung gekommen. Er fand Anschluss an die Deutsche Tischgesellschaft. Durch eine Reise nach München 1816/17 mit anderen Gleichgesinnten lernte er verschiedene katholische Erweckungsprediger kennen. Dies bestärkte ihn in seiner Haltung. Nach dem Ende des Krieges verließ Thadden die Armee. Er heiratete Henriette  von Oertzen (1801–1846) und erwarb von seinem Schwiegervater das Gut Trieglaff (Landkreis Greifenberg in Pommern). Marie von Thadden-Trieglaff, die in engerem Kontakt zum jungen Otto von Bismarck (1815–1898) stand, war ihre gemeinsame Tochter.
In den folgenden Jahren wurde Thadden eine der Hauptpersonen der Pommerschen Erweckungsbewegung. Diese hob die Bedeutung der Bibel und der individuellen Frömmigkeit hervor und betonte die Bedeutung von Sünde und Gnade. In diesem Kreis fanden sich zahlreiche, später zu größerer Bekanntheit gelangte Persönlichkeiten der preußischen Politik, so etwa der junge Otto von Bismarck (1815–1898) oder Ernst Ludwig von Gerlach (1795–1877), mit welchem Thadden eine lebenslange Freundschaft verbinden sollte.
Politisch standen er und die Gruppe Friedrich Wilhelm IV. nahe, theologisch lehnte die Gruppe u. a. Friedrich Schleiermacher ab. Thadden stand der preußischen Union ablehnend gegenüber, trat aus der Evangelischen Landeskirche in Preußen aus und schloss sich der Evangelisch-Lutherischen Kirche in Preußen an. Er wurde einer ihrer führenden Vertreter.
In den Jahren 1847 und 1848 war er in Preußen parlamentarisch tätig. Er gehörte dabei neben Bismarck zu den extrem konservativen Abgeordneten (bei seinem Tod wurde er als „Abgeordneter der äußersten Reaction“ bezeichnet). Im Vereinigten Landtag sprach er sich strikt gegen das geplante Wahlgesetz aus. Während der Revolution von 1848 versuchte er zur Sammlung der Konservativen beizutragen und veröffentlichte seine Ansichten in Zeitungen und in verschiedenen Drucken mit teilweise exzentrischen Formulierungen. Einem Pressegesetz wollte er zwar zustimmen, forderte aber auch die Aufrichtung eines Galgens für diejenigen, welche sich durch die Presse versündigten. 
Wie viele Hochkonservative verfolgte er die Entwicklung Bismarcks hin zu einem Realpolitiker mit Ablehnung. Als Bismarck wegen Angriffen auf seine Person 1876 zum Boykott der konservativen Kreuzzeitung aufforderte, unterschrieben zahlreiche Konservative einen Aufruf, mit dem sie sich öffentlich von Bismarck und seiner Politik distanzierten. Als letzter der Deklaranten unterschrieb „mit tiefem Schmerz“ von Thadden den Aufruf.